# 2022年華盛頓州州務卿特別選舉
2022年华盛顿州州务卿特别选举於2022年11月8日舉行。現任共和黨州務卿金·懷曼於2021年11月19日被任命為拜登政府的國土安全部網絡安全和基礎設施安全局高級選舉安全負責人。 華盛頓州長民主黨人杰伊·英斯利宣布他將任命州參議員史蒂夫·霍布斯作為她的接班人，五十多年來第一位擔任該職位的民主黨人。